# Kantoni departmaja Corrèze
Sledi seznam 19 kantonov departmaja Corrèze v Franciji po reorganizaciji francoskega kantona, ki je začela veljati marca 2015:
- Allassac
- Argentat-sur-Dordogne
- Brive-la-Gaillarde-1
- Brive-la-Gaillarde-2
- Brive-la-Gaillarde-3
- Brive-la-Gaillarde-4
- Égletons
- Haute-Dordogne
- Malemort
- Midi Corrézien
- Naves
- Plateau de Millevaches
- Saint-Pantaléon-de-Larche
- Sainte-Fortunade
- Seilhac-Monédières
- Tulle
- Ussel
- Uzerche
- L'Yssandonnais